# Tercera Federación - Grupo XIII 2025-26
La temporada 2025-26 del Grupo XIII de la Tercera Federación de fútbol comenzará el 7 de septiembre de 2025 y finalizará el 10 de mayo de 2026. Posteriormente se disputará la promoción de ascenso entre el 17 de mayo y el 7 de junio en su fase territorial, y para finalizar en su fase nacional hasta el 21 de junio. Se trata de la quinta edición tras la restructuración de las categorías no profesionales por parte de la RFEF a causa de la pandemia global causada por el Coronavirus; y es la quinta categoría a nivel nacional.

## Sistema de competición
Participan dieciocho clubes encuadrados en un único grupo. Se enfrentan todos contra todos en dos ocasiones -una en campo propio y otra en campo contrario- durante un total de 34 jornadas. El orden de los encuentros se decide por sorteo antes de empezar la competición. La Federación de Fútbol de la Región de Murcia es la responsable de designar las fechas de los partidos y los árbitros de cada encuentro, reservando al equipo local la potestad de fijar el horario exacto de cada encuentro.
Una vez finalizada la competición, el primer clasificado asciende directamente a Segunda Federación y se proclama campeón de Tercera Federación.
Los clasificados entre el segundo y el quinto lugar disputan un Play Off territorial en formato de eliminatorias a doble partido ida y vuelta. En caso de empate el vencedor de la eliminatoria es el equipo mejor clasificado. El equipo vencedor de este Play Off se clasifica a la Promoción de ascenso a Segunda Federación que tiene carácter de final interterritorial.
Los tres últimos clasificados descienden directamente a Preferente Autonómica. Puede haber más descensos por arrastre provocados por descensos de superior categoría.

## Ascensos y descensos
| Pos. | Ascendidos a 2ª Federación |
| ---- | -------------------------- |
| 1º   | C. F. Lorca Deportiva      |

| Pos. | Descendidos de 2ª Federación |
| ---- | ---------------------------- |
|      | Ninguno                      |

| Pos.    | Acendidos de Preferente Autonómica |
| ------- | ---------------------------------- |
| 1º      | Mazarrón F. C                      |
| 2º      | Olímpico de Totana                 |
| 3º      | Atlético Santa Cruz                |
| Playoff | Yeclano Deportivo "B"              |

| Pos. | Descendidos a Preferente Autonómica |
| ---- | ----------------------------------- |
| 16º  | C. D. Bullense                      |
| 17º  | Alcantarilla F. C.                  |
| 18º  | C. D. Plus Ultra                    |

## Equipos participantes
De los 18 equipos participantes en la Temporada 2024-2025 del Grupo XIII de la Tercera Federación, diecisiete tienen su sede en la Provincia de Murcia y uno en la Provincia de Almería.

### Información sobre los equipos
| Equipo                     | Localidad                     | Estadio                      | Capacidad |
| -------------------------- | ----------------------------- | ---------------------------- | --------- |
| Águilas F. C. "B"          | Águilas                       | Armando Muñoz Calero         | 500       |
| Atlético Pulpileño         | Pulpí                         | San Miguel                   | 2.000     |
| Atlético Santa Cruz        | Santa Cruz (Murcia)           | Municipal de Llano de Brujas | 1.500     |
| C. D. Bala Azul            | Puerto de Mazarrón (Mazarrón) | Playasol                     | 1.500     |
| U. D. Caravaca             | Caravaca de la Cruz           | El Morao                     | 4.500     |
| F. C. Cartagena "B"        | Cartagena                     | José María Ferrer            | 1.500     |
| C.D. Cieza                 | Cieza                         | La Arboleja                  | 5.500     |
| El Palmar C. F.            | El Palmar (Murcia)            | Polideportivo El Palmar      | 1.000     |
| Deportivo Marítimo         | Los Alcázares                 | La Torre                     | 1.000     |
| Mazarrón F. C.             | Mazarrón                      | Municipal de Mazarrón        | 3.500     |
| S. F. C. Minerva           | Alumbres (Cartagena)          | El Secante                   | 1.000     |
| Muleño C. F.               | Mula                          | Municipal El Curtís          | 4.000     |
| Real Murcia Imperial C. F. | Santomera                     | El Limonar                   | 1.500     |
| Olímpico de Totana         | Totana                        | Juan Cayuela                 | 2.500     |
| C. F. Santomera            | Santomera                     | El Limonar                   | 3.000     |
| UCAM Murcia C. F. "B"      | Sangonera la Verde (Murcia)   | El Mayayo                    | 2.500     |
| Unión Molinense C. F.      | Molina de Segura              | Sánchez Cánovas              | 4.500     |
| Yeclano Deportivo "B"      | Yecla                         | Las Pozas                    | 1.000     |

| Águilas "B" Pulpileño Santa Cruz Bala Azul Caravaca Cartagena "B" Cieza El Palmar Marítimo Mazarrón Minerva Muleño Murcia Imperial Olímpico Santomera UCAM "B" Molinense Yeclano "B" |

### Equipos por provincia
| N.° | Provincia | Equipos |
| --- | --------- | --- |
| 1   | Almería   | Atlético Pulpileño |
| 17  | Murcia    | Águilas F. C. "B", Atlético Santa Cruz, C. D. Bala Azul, U. D. Caravaca, F. C. Cartagena "B", C. D. Cieza, El Palmar C. F., Deportivo Marítimo, Mazarrón F. C., S. F. C. Minerva, Muleño C.F., Real Murcia Imperial C. F., Olímpico de Totana, C. F. Santomera, UCAM Murcia C. F. "B", Unión Molinense C. F. y Yeclano Deportivo "B". |

## Clasificación
| Pos. | Equipo                     | Pts. | PJ | G | E | P | GF | GC | Dif. |                                             |
| ---- | -------------------------- | ---- | -- | - | - | - | -- | -- | ---- | ------------------------------------------- |
| 1    | C. D. Cieza                | 0    | 0  | 0 | 0 | 0 | 0  | 0  | 0    | Ascenso a Segunda Federación y Copa del Rey |
| 2    | Unión Molinense C. F.      | 0    | 0  | 0 | 0 | 0 | 0  | 0  | 0    | Play-Offs Ascenso a Segunda Federación      |
| 3    | C. F. Santomera            | 0    | 0  | 0 | 0 | 0 | 0  | 0  | 0    | Play-Offs Ascenso a Segunda Federación      |
| 4    | Águilas F. C. "B"          | 0    | 0  | 0 | 0 | 0 | 0  | 0  | 0    | Play-Offs Ascenso a Segunda Federación      |
| 5    | Atlético Pulpileño         | 0    | 0  | 0 | 0 | 0 | 0  | 0  | 0    | Play-Offs Ascenso a Segunda Federación      |
| 6    | UCAM Murcia C. F. "B"      | 0    | 0  | 0 | 0 | 0 | 0  | 0  | 0    |                                             |
| 7    | Real Murcia Imperial C. F. | 0    | 0  | 0 | 0 | 0 | 0  | 0  | 0    |                                             |
| 8    | El Palmar C. F.            | 0    | 0  | 0 | 0 | 0 | 0  | 0  | 0    |                                             |
| 9    | C. D. Bala Azul            | 0    | 0  | 0 | 0 | 0 | 0  | 0  | 0    |                                             |
| 10   | U. D. Caravaca             | 0    | 0  | 0 | 0 | 0 | 0  | 0  | 0    |                                             |
| 11   | Deportivo Marítimo         | 0    | 0  | 0 | 0 | 0 | 0  | 0  | 0    |                                             |
| 12   | Muleño C.F.                | 0    | 0  | 0 | 0 | 0 | 0  | 0  | 0    |                                             |
| 13   | F. C. Cartagena "B"        | 0    | 0  | 0 | 0 | 0 | 0  | 0  | 0    |                                             |
| 14   | S. F. C. Minerva           | 0    | 0  | 0 | 0 | 0 | 0  | 0  | 0    |                                             |
| 15   | Mazarrón F. C.             | 0    | 0  | 0 | 0 | 0 | 0  | 0  | 0    |                                             |
| 16   | Olímpico de Totana         | 0    | 0  | 0 | 0 | 0 | 0  | 0  | 0    | Descenso a Preferente Autonómica            |
| 17   | Atlético Santa Cruz        | 0    | 0  | 0 | 0 | 0 | 0  | 0  | 0    | Descenso a Preferente Autonómica            |
| 18   | Yeclano Deportivo "B"      | 0    | 0  | 0 | 0 | 0 | 0  | 0  | 0    | Descenso a Preferente Autonómica            |

Actualizado a los partidos jugados el septiembre de 2025.
 Fuente: https://futbolme.com/resultados-directo/torneo/tercera-division-rfef-grupo-13/3074/

## Tabla de resultados cruzados
| Local \ Visitante          | AGU | ATP | ATS | BAL | CAR | CAT | CIE | EPA | MAR | MAZ | MIN | MUL | MUR | OLI | SAN | UCA | UMO | YEC |
| -------------------------- | --- | --- | --- | --- | --- | --- | --- | --- | --- | --- | --- | --- | --- | --- | --- | --- | --- | --- |
| Águilas F. C. "B"          | —   |     |     |     |     |     |     |     |     |     |     |     |     |     |     |     |     |     |
| Atlético Pulpileño         |     | —   |     |     |     |     |     |     |     |     |     |     |     |     |     |     |     |     |
| Atlético Santa Cruz        |     |     | —   |     |     |     |     |     |     |     |     |     |     |     |     |     |     |     |
| C. D. Bala Azul            |     |     |     | —   |     |     |     |     |     |     |     |     |     |     |     |     |     |     |
| U. D. Caravaca             |     |     |     |     | —   |     |     |     |     |     |     |     |     |     |     |     |     |     |
| F. C. Cartagena "B"        |     |     |     |     |     | —   |     |     |     |     |     |     |     |     |     |     |     |     |
| C. D. Cieza                |     |     |     |     |     |     | —   |     |     |     |     |     |     |     |     |     |     |     |
| El Palmar C. F.            |     |     |     |     |     |     |     | —   |     |     |     |     |     |     |     |     |     |     |
| Deportivo Marítimo         |     |     |     |     |     |     |     |     | —   |     |     |     |     |     |     |     |     |     |
| Mazarrón F. C.             |     |     |     |     |     |     |     |     |     | —   |     |     |     |     |     |     |     |     |
| S. F. C. Minerva           |     |     |     |     |     |     |     |     |     |     | —   |     |     |     |     |     |     |     |
| Muleño C.F.                |     |     |     |     |     |     |     |     |     |     |     | —   |     |     |     |     |     |     |
| Real Murcia Imperial C. F. |     |     |     |     |     |     |     |     |     |     |     |     | —   |     |     |     |     |     |
| Olímpico de Totana         |     |     |     |     |     |     |     |     |     |     |     |     |     | —   |     |     |     |     |
| C. F. Santomera            |     |     |     |     |     |     |     |     |     |     |     |     |     |     | —   |     |     |     |
| UCAM Murcia C. F. "B"      |     |     |     |     |     |     |     |     |     |     |     |     |     |     |     | —   |     |     |
| Unión Molinense C. F.      |     |     |     |     |     |     |     |     |     |     |     |     |     |     |     |     | —   |     |
| Yeclano Deportivo "B"      |     |     |     |     |     |     |     |     |     |     |     |     |     |     |     |     |     | —   |

## Clasificado a la Copa del Rey
| Bandera de la Región de Murcia |
|                                |
| 1º Grupo                       |